# مرغ مقلد آواز نخوان
مرغ مقلد آواز نخوان (به انگلیسی: Mockingbird Don't Sing) فیلمی محصول سال ۲۰۰۱ و به کارگردانی هری بروملی داونپورت است. در این فیلم بازیگرانی همچون تارا استیله، ملیسا اریکو، شان یانگ، کیم دربی، مایکل لانر، جک بتس ایفای نقش کرده‌اند. این فیلم بر اساس داستان زندگی جینی، کودک امریکایی که سال ها به دور از ارتباطات انسانی زندگی کرده، ساخته شده است.